# Увира
Увира (фр. Uvira) — город в провинции Южное Киву Демократической Республики Конго. Расположен на берегу озера Танганьика, на высоте 746 м над уровнем моря.
В 2010 году население города по оценкам составляло 337 488 человек.
Город связан автомобильными дорогами с Букаву и Бужумбура. На юге города расположен порт Калунду, который речным транспортом связан с Калемие, Кигома (Танзания) и Бужумбура (столицей Бурунди).
На берегу озера находятся многолюдные рынки.